# The Dean Martin Christmas Album
The Dean Martin Christmas Album är ett julalbum från 1966 av Dean Martin. 

## Låtlista
1. "White Christmas" (Irving Berlin) - 2:55
2. "Jingle Bells" (James Lord Pierpont)
3. "I'll Be Home for Christmas" (Kim Gannon, Walter Kent, Buck Ram)
4. "Blue Christmas" (Billy Hayes, Jay W. Johnson) - 2:17
5. "Let It Snow! Let It Snow! Let It Snow!" (Sammy Cahn, Jule Styne) - 1:57
6. "Marshmallow World" (Peter DeRose, Carl Sigman) - 2:44
7. "Silver Bells" (Ray Evans, Jay Livingston)
8. "Winter Wonderland" (Felix Bernard, Richard B. Smith)
9. "The Things We Did Last Summer" (Cahn, Styne) - 2:42
10. "Silent Night" (Franz Gruber, Josef Mohr)